# Línguas minoritárias da Suécia
Línguas minoritárias da Suécia - Em 1999, o Comitê de Línguas Minoritárias da Suécia formal- e oficialmente declarou cinco idiomas como línguas minoritárias da Suécia; sendo elas o finlandês, lapão, romani, iídiche, e meänkieli (o finlandês de Tornedal).
A língua sueca a vida cultural e comercial na Suécia mas ela não se tornou a língua oficial do país até 2009, quando uma lei especificamente tratando deste assunto entrou em efeito. A necessidade desse status legal foi motivo para prolongados debates e uma legislação que visava assegurar essa condição foi derrubada por pouco em 2005. Veja também Política linguística.
As línguas minoritárias da Suécia foram reconhecidas afim de proteger o legado histórico das respectivas comunidades linguísticas. Baseado neste reconhecimento tais comunidades recebem certos direitos, tal como escolas em suas línguas e o direito de utilizar seus idiomas em seu contato com agências governamentais.

## Critérios para a inclusão
Estas diretrizes foram estabelecidas pelo Comitê de Línguas Minoritárias, influenciado por sua vez pelo Carta Europeia das Línguas Regionais ou Minoritárias em 1997. Veja também Línguas da União Europeia.
Para receber o reconhecimento oficial de língua minoritária, uma língua precisa ter sido falada na Suécia por certo período de tempo. Uma cifra específica não foi revelada mas estimativas qualificadas consideram cem (100) anos ser uma quantia de tempo razoável, baseado nas línguas adicionadas e nas línguas excluídas. Uma imigração significativa para a Suécia não se concretizou até depois da Primeira Guerra Mundial, e muitas línguas presentemente faladas na Suécia por um grande número de pessoas foram excluídas, entre elas a língua árabe e a língua persa. Veja Demografia da Suécia e Línguas da Suécia.
Também é necessário que as línguas reconhecidas tenham um número significativo de falantes e que estejam centradas em algum ponto geográfico específico (sendo que esta última qualificação não se aplica aos idiomas romani e iídiche).
Ademais, uma das condições de se aplicar o reconhecimento de língua minoritária oficial do país deve ser que isto represente um benefício cultural para o grupo de falantes em questão. Este teria sido o motivo para a não inclusão da Língua de Sinais da Suécia; mesmo tendo ela um histórico de existência único que remete ao Século XVIII, chegou-se à conclusão que lhe faltava uma base estável na cultura da Suécia para justificar um reconhecimento formal pelo Estado.
Outro fator levado em consideração na inclusão foi cultura em comum. Esta foi outra razão para que a Língua de Sinais da Suécia não tenha obtido o reconhecimento de língua minoritária oficial pois as pessoas que a praticam não possuem um legado cultural único mas sim pertencem a todos os segmentos sociais estabelecidos do país.

## Línguas afetadas

### Finlandês padrão
A língua finlandesa é falada na Suécia desde que foram estabelecidas as suas fronteiras (então provinciais) no século XIII. A Suécia sempre teve uma significante migração da Finlândia. Como as duas línguas pertencem a diferentes famílias linguísticas é muito fácil distingui-las, o que não é o caso com as línguas vizinhas: o norueguês e dinamarquês. O número de falantes de finlandês na Suécia soma mais de quatrocentos e sessenta mil (460.000).
Finlandês e meänkieli podem ser utilizados nas municipalidades mais ao norte, em Gällivare, Haparanda, Quiruna, Pajala e Övertorneå e sua vizinhança mais próxima. No dia 11 de dezembro de 2007, Corporação Finlandesa de Radiodifusão (em inglês: Finnish Broadcasting Company / YLE) anunciou que na cidade universitária de Upsália, na Suécia, falar em finlandês fora proibido aos empregados e às empregadas da cidade, mesmo conversas durante intervalos de trabalho não deviam mais ser ocorrer em finlandês. Conforme acordo entre o conselho administrativo da cidade e a união de trabalhadores/as A língua oficial de trabalho nos locais de trabalho é o sueco. Empregados/as podem falar em outros idiomas em privado, mesmo no serviço. No entanto, é importante que se leve em consideração os/as colegas de trabalho presentes e suas respectivas línguas.A Delegação de Finlandeses Suecos solicitou ao Conselho da Europa para que determine se o empregador tem o direito de forçar seus/suas empregados/as a falas somente em sueco.

### Meänkieli
A língua meänkieli ou tornionlaaksonsuomi ou língua tornedalian é falada por uma população no norte da Suécia. Ela é relacionada com o finlandês e ambas são mutualmente compreensíveis; e muitas a primeira é considerada somente um dialeto do finlandês, caracterizada por um alto índice terminológico advindo do sueco. Especialmente na Finlândia  a distinção entre meänkieli e finlandês como línguas separadas é frequentemente visto como mera manobra de política linguística sem base científica (veja língua kven para uma análise comparativa de situação similar na Noruega). Meänkieli não é compreensível a falantes de sueco. O número de falantes gira em torno de 25 000 (2015).

### Línguas lapônicas
As línguas lapônicas, conforme indicado são mais de uma língua, muito embora elas o sejam assim tratadas com muita frequência. Na Suécia, há três línguas lapônicas, com cerca de 6 000 falantes. Adicionalmente sete (7) outras mais são faladas na Noruega, Rússia, e Finlândia. O histórico de existência das línguas lapônicas tem pelo menos dois mil anos (2.000). No total, um mínimo de quarenta mil (40.000) pessoas falam línguas lapônicas, espalhadas pelos territórios dos quatro países mencionados.
Como língua minoritária, sami é uma língua oficial e pode ser utilizada a nível de agências governamentais, cortes, creches e pré-escolar, asilos, e também a nível de administrações municipais.

### Romani
Romani chib - A língua do povo cigano é falada em território sueco desde o Século XVI. Em 2015 havia cerca de 11 000 falantes de romani na Suécia. Esta língua não possui um centro geográfico indentificável mas é considerada de importância histórica.

### Iídiche
A língua iídiche historicamente foi a língua comum do povo judeu Ashkenazi da Europa Central. Durante o Século XVIII os primeiros judeus receberam permissão para residir na Suécia. A população desde então cresceu para vinte mil (20.000) indivíduos, dentre os quais, estima-se, cerca de 3.000 são falantes de iídiche. A organização Sällskapet för Jiddisch och Jiddischkultur i Sverige (tradução livre: Sociedade para a Língua Iídiche e a Cultura Iídiche da Suécia) tem mais de duzentos (200) membros, muitos dos quais tem a língua iídiche como sua língua materna.
Tanto o romani como o iídiche são consideradas línguas minoritárias históricas e estão espalhadas em diferentes pontos da extensão geográfica do país; e nesta condição o Estado da Suécia reconhece uma certa obrigação em protegê-las e preservá-las em seu meio.